# Championnat d'Afrique des nations féminin de handball
Le championnat d'Afrique des nations féminin de handball réunit depuis 1974 les meilleures équipes africaines féminines de handball. La compétition a été créée en 1974 et a lieu tous les deux ans depuis 1992. Jusqu'en 2014, la compétition se déroulait en même temps que le tournoi masculin.
Avec 16 titres remportés dont 13 des 14 dernières éditions, l'Angola domine nettement la compétition.

## Palmarès

### Par édition
| 1974 | Tunisie        | Tunisie       | TTR         | Sénégal       | Ouganda       | 3 équipes classées | 3 équipes classées |
| 1976 | Algérie        | Tunisie       | 10 – 5      | RP Congo      | Algérie       | 10 – 8             | Sénégal            |
| 1979 | RP Congo       | RP Congo      | indéterminé | Cameroun      | Algérie       | 19 – 12            | Côte d'Ivoire      |
| 1981 | Tunisie        | RP Congo      | 11 – 10     | Tunisie       | Nigeria       | 12 – 9             | Côte d'Ivoire      |
| 1983 | Égypte         | RP Congo      | 27 – 14     | Nigeria       | Cameroun      | 25 – 13            | Côte d'Ivoire      |
| 1985 | Angola         | RP Congo      | 22 – 18     | Côte d'Ivoire | Cameroun      | 24 – 14            | Nigeria            |
| 1987 | Maroc          | Côte d'Ivoire | 16 – 13     | Cameroun      | RP Congo      | 20 – 16            | Tunisie            |
| 1989 | Algérie        | Angola        | 22 – 18     | Côte d'Ivoire | RP Congo      | 19 – 17            | Algérie            |
| 1991 | Égypte         | Nigeria       | TTR         | Angola        | Congo         | TTR                | Algérie            |
| 1992 | Côte d'Ivoire  | Angola        | 25 – 22     | Congo         | Côte d'Ivoire | 20 – 16ap          | Algérie            |
| 1994 | Tunisie        | Angola        | 24 – 18     | Côte d'Ivoire | Algérie       | 20 – 13            | Congo              |
| 1996 | Bénin          | Côte d'Ivoire | 35 – 19     | Algérie       | Angola        | 24 – 21            | Congo              |
| 1998 | Afrique du Sud | Angola        | 31 – 23     | Congo         | Côte d'Ivoire | 30 – 28            | Cameroun           |
| 2000 | Algérie        | Angola        | 30 – 21     | Congo         | Tunisie       | 34 – 33            | Cameroun           |
| 2002 | Maroc          | Angola        | 30 – 21     | Côte d'Ivoire | Tunisie       | 31 – 20            | Algérie            |
| 2004 | Égypte         | Angola        | 31 – 20     | Cameroun      | Côte d'Ivoire | 24 – 22            | Tunisie            |
| 2006 | Tunisie        | Angola        | 32 – 30     | Tunisie       | Congo         | 22 – 15            | Côte d'Ivoire      |
| 2008 | Angola         | Angola        | 39 – 27     | Côte d'Ivoire | Congo         | 30 – 25            | Tunisie            |
| 2010 | Égypte         | Angola        | 31 – 30     | Tunisie       | Côte d'Ivoire | 32 – 28            | Algérie            |
| 2012 | Maroc          | Angola        | 26 – 24     | Tunisie       | RD Congo      | 33 – 24            | Algérie            |
| 2014 | Algérie        | Tunisie       | 23 – 20     | RD Congo      | Angola        | 30 – 22            | Algérie            |
| 2016 | Angola         | Angola        | 36 – 17     | Tunisie       | Cameroun      | Disq. SEN          | Congo              |
| 2018 | Congo          | Angola        | 19 – 14     | Sénégal       | RD Congo      | 33 – 22            | Cameroun           |
| 2021 | Cameroun       | Angola        | 25 – 15     | Cameroun      | Tunisie       | 22 – 17            | Congo              |
| 2022 | Sénégal        | Angola        | 29 – 19     | Cameroun      | Congo         | 20 – 19            | Sénégal            |
| 2024 | RD Congo       | Angola        | 27 – 18     | Sénégal       | Tunisie       | 25 – 22            | Égypte             |
| 2026 | Tunisie        |               | –           |               |               | –                  |                    |

### Tableau d'honneur
| Nation        | Médaille d'or, Afrique | Médaille d'argent, Afrique | Médaille de bronze, Afrique | Total |
| ------------- | ---------------------- | -------------------------- | --------------------------- | ----- |
| Angola        | 16                     | 1                          | 2                           | 19    |
| / Congo       | 4                      | 4                          | 6                           | 14    |
| Tunisie       | 3                      | 5                          | 4                           | 12    |
| Côte d'Ivoire | 2                      | 5                          | 4                           | 11    |
| Nigeria       | 1                      | 1                          | 1                           | 3     |
| Cameroun      | 0                      | 5                          | 3                           | 8     |
| Sénégal       | 0                      | 3                          | 0                           | 3     |
| Algérie       | 0                      | 1                          | 3                           | 4     |
| RD Congo      | 0                      | 1                          | 2                           | 3     |
| Ouganda       | 0                      | 0                          | 1                           | 1     |
| Total         | 26                     | 26                         | 26                          | 78    |

### Bilan par nation
| Nation         | 74                          | 76                          | 79                          | 81                          | 83                          | 85                          | 87                          | 89                          | 91                          | 92                          | 94                          | 96                          | 98                          | 00                          | 02                          | 04                          | 06                          | 08                          | 10                          | 12                          | 14                          | 16                          | 18                          | 21                          | 22                          | 24                          | P. |
| -------------- | --------------------------- | --------------------------- | --------------------------- | --------------------------- | --------------------------- | --------------------------- | --------------------------- | --------------------------- | --------------------------- | --------------------------- | --------------------------- | --------------------------- | --------------------------- | --------------------------- | --------------------------- | --------------------------- | --------------------------- | --------------------------- | --------------------------- | --------------------------- | --------------------------- | --------------------------- | --------------------------- | --------------------------- | --------------------------- | --------------------------- | -- |
| Afrique du Sud | -                           | -                           | -                           | -                           | -                           | -                           | -                           | -                           | -                           | -                           | -                           | -                           | 6                           | -                           | -                           | -                           | -                           | -                           | -                           | -                           | -                           | -                           | -                           | -                           | -                           | -                           | 1  |
| Algérie        | Forf.                       | Médaille de bronze, Afrique | Médaille de bronze, Afrique | 5                           | 7                           | -                           | -                           | 4                           | 4                           | 5                           | Médaille de bronze, Afrique | Médaille d'argent, Afrique  | Forf.                       | 6                           | 4                           | -                           | -                           | 6                           | 4                           | 4                           | 4                           | 6                           | 8                           | Forf.                       | 10                          | 8                           | 19 |
| Angola         | -                           | -                           | -                           | 7                           | 6                           | 5                           | 5                           | Médaille d'or, Afrique      | Médaille d'argent, Afrique  | Médaille d'or, Afrique      | Médaille d'or, Afrique      | Médaille de bronze, Afrique | Médaille d'or, Afrique      | Médaille d'or, Afrique      | Médaille d'or, Afrique      | Médaille d'or, Afrique      | Médaille d'or, Afrique      | Médaille d'or, Afrique      | Médaille d'or, Afrique      | Médaille d'or, Afrique      | Médaille de bronze, Afrique | Médaille d'or, Afrique      | Médaille d'or, Afrique      | Médaille d'or, Afrique      | Médaille d'or, Afrique      | Médaille d'or, Afrique      | 23 |
| / Bénin        | -                           | -                           | 8                           | -                           | -                           | -                           | -                           | -                           | -                           | -                           | -                           | Forf.                       | -                           | -                           | -                           | -                           | -                           | -                           | -                           | -                           | -                           | -                           | -                           | -                           | -                           | -                           | 1  |
| Cameroun       | -                           | -                           | Médaille d'argent, Afrique  | -                           | Médaille de bronze, Afrique | Médaille de bronze, Afrique | Médaille d'argent, Afrique  | Forf.                       | -                           | -                           | -                           | 5                           | 4                           | 4                           | 5                           | Médaille d'argent, Afrique  | 5                           | 7                           | 7                           | 5                           | 7                           | Médaille de bronze, Afrique | 4                           | Médaille d'argent, Afrique  | Médaille d'argent, Afrique  | 7                           | 19 |
| Cap-Vert       | -                           | -                           | -                           | -                           | -                           | -                           | -                           | -                           | -                           | -                           | -                           | -                           | -                           | -                           | -                           | -                           | -                           | -                           | -                           | -                           | -                           | -                           | -                           | 9                           | 12                          | 10                          | 3  |
| / Congo        | -                           | Médaille d'argent, Afrique  | Médaille d'or, Afrique      | Médaille d'or, Afrique      | Médaille d'or, Afrique      | Médaille d'or, Afrique      | Médaille de bronze, Afrique | Médaille de bronze, Afrique | Médaille de bronze, Afrique | Médaille d'argent, Afrique  | 4                           | 4                           | Médaille d'argent, Afrique  | Médaille d'argent, Afrique  | 6                           | 5                           | Médaille de bronze, Afrique | Médaille de bronze, Afrique | 5                           | 6                           | 5                           | 4                           | 5                           | 4                           | Médaille de bronze, Afrique | 6                           | 25 |
| / RD Congo     | -                           | -                           | -                           | -                           | -                           | -                           | -                           | -                           | -                           | 8                           | Forf.                       | -                           | -                           | -                           | 8                           | 7                           | 6                           | 5                           | 8                           | Médaille de bronze, Afrique | Médaille d'argent, Afrique  | 8                           | Médaille de bronze, Afrique | 6                           | 6                           | 5                           | 13 |
| Côte d'Ivoire  | -                           | 7                           | 4                           | 4                           | 4                           | Médaille d'argent, Afrique  | Médaille d'or, Afrique      | Médaille d'argent, Afrique  | 6                           | Médaille de bronze, Afrique | Médaille d'argent, Afrique  | Médaille d'or, Afrique      | Médaille de bronze, Afrique | 5                           | Médaille d'argent, Afrique  | Médaille de bronze, Afrique | 4                           | Médaille d'argent, Afrique  | Médaille de bronze, Afrique | 7                           | -                           | 5                           | 9                           | -                           | 7                           | -                           | 22 |
| Égypte         | Disq.                       | -                           | -                           | 6                           | 8                           | 7                           | 6                           | 5                           | 7                           | Forf.                       | -                           | -                           | -                           | -                           | -                           | 6                           | -                           | -                           | 6                           | 9                           | -                           | -                           | -                           | -                           | 8                           | 4                           | 12 |
| Gabon          | -                           | -                           | 9                           | -                           | 9                           | -                           | 7                           | -                           | -                           | -                           | -                           | -                           | -                           | 8                           | 7                           | -                           | 7                           | 8                           | -                           | -                           | -                           | -                           | -                           | -                           | -                           | -                           | 7  |
| Ghana          | -                           | -                           | -                           | -                           | -                           | 9                           | Forf.                       | -                           | -                           | -                           | -                           | -                           | -                           | -                           | -                           | -                           | -                           | -                           | -                           | -                           | -                           | -                           | -                           | -                           | -                           | -                           | 1  |
| Guinée         | -                           | -                           | -                           | -                           | -                           | -                           | -                           | -                           | -                           | -                           | -                           | -                           | -                           | -                           | -                           | -                           | -                           | -                           | -                           | -                           | 8                           | 7                           | 7                           | 7                           | 9                           | 9                           | 6  |
| Kenya          | -                           | -                           | -                           | -                           | -                           | -                           | -                           | -                           | -                           | -                           | -                           | -                           | -                           | -                           | -                           | -                           | -                           | -                           | -                           | -                           | -                           | -                           | -                           | 10                          | -                           | 12                          | 2  |
| Madagascar     | -                           | -                           | -                           | -                           | -                           | -                           | -                           | -                           | -                           | -                           | -                           | -                           | -                           | -                           | -                           | -                           | -                           | -                           | -                           | -                           | -                           | -                           | -                           | 11                          | 13                          | -                           | 2  |
| Maroc          | -                           | -                           | -                           | -                           | -                           | -                           | 8                           | -                           | -                           | -                           | -                           | -                           | -                           | -                           | 9                           | -                           | -                           | -                           | -                           | 10                          | -                           | -                           | 10                          | -                           | 11                          | -                           | 5  |
| Mozambique     | -                           | -                           | -                           | -                           | -                           | -                           | -                           | -                           | -                           | -                           | -                           | 6                           | 5                           | -                           | -                           | -                           | -                           | -                           | -                           | -                           | -                           | -                           | -                           | -                           | -                           | -                           | 2  |
| Nigeria        | -                           | 6                           | 6                           | Médaille de bronze, Afrique | Médaille d'argent, Afrique  | 4                           | Forf.                       | Forf.                       | Médaille d'or, Afrique      | 4                           | 5                           | -                           | -                           | -                           | -                           | -                           | -                           | -                           | -                           | -                           | -                           | -                           | -                           | 8                           | -                           | -                           | 9  |
| Ouganda        | Médaille de bronze, Afrique | 4                           | 5                           | -                           | -                           | -                           | -                           | -                           | -                           | -                           | -                           | -                           | -                           | -                           | -                           | -                           | -                           | -                           | -                           | -                           | -                           | -                           | -                           | -                           | -                           | 11                          | 4  |
| Sénégal        | Médaille d'argent, Afrique  | 5                           | -                           | -                           | -                           | 8                           | -                           | -                           | 5                           | 6                           | -                           | -                           | -                           | 7                           | -                           | -                           | -                           | -                           | -                           | 8                           | 6                           | Disq.                       | Médaille d'argent, Afrique  | 5                           | 4                           | Médaille d'argent, Afrique  | 13 |
| Tanzanie       | -                           | -                           | -                           | -                           | -                           | -                           | -                           | -                           | -                           | -                           | -                           | -                           | -                           | -                           | -                           | 8                           | -                           | -                           | -                           | -                           | -                           | -                           | -                           | -                           | -                           | -                           | 1  |
| Tchad          | -                           | -                           | -                           | -                           | -                           | -                           | -                           | Forf.                       | -                           | -                           | -                           | -                           | -                           | -                           | -                           | -                           | -                           | -                           | -                           | -                           | -                           | -                           | -                           | -                           | -                           | -                           | 0  |
| Togo           | -                           | -                           | 7                           | -                           | -                           | -                           | -                           | -                           | -                           | -                           | -                           | 7                           | -                           | -                           | -                           | -                           | -                           | -                           | -                           | -                           | -                           | -                           | -                           | -                           | -                           | -                           | 2  |
| Tunisie        | Médaille d'or, Afrique      | Médaille d'or, Afrique      | -                           | Médaille d'argent, Afrique  | 5                           | 6                           | 4                           | 6                           | -                           | 7                           | 6                           | Forf.                       | -                           | Médaille de bronze, Afrique | Médaille de bronze, Afrique | 4                           | Médaille d'argent, Afrique  | 4                           | Médaille d'argent, Afrique  | Médaille d'argent, Afrique  | Médaille d'or, Afrique      | Médaille d'argent, Afrique  | 6                           | Médaille de bronze, Afrique | 5                           | Médaille de bronze, Afrique | 22 |
| Total          | 4                           | 7                           | 9                           | 7                           | 9                           | 9                           | 8                           | 6                           | 7                           | 8                           | 6                           | 7                           | 6                           | 8                           | 9                           | 8                           | 7                           | 8                           | 8                           | 10                          | 8                           | 9                           | 10                          | 11                          | 13                          | 12                          |    |

Légende : 00 : Pays hôte – Forf. : qualifié mais forfait avant la compétition – Disq. : Disqualifié en cours de compétition – Q : qualifié pour la prochaine édition.

## Championnat d'Afrique des nations B
Comme il existait un Championnat du monde B, un Championnat d'Afrique des nations B, qualificatif pour la CAN, a eu lieu dans les années 1980 :
| Édition | Nation hôte | Vainqueur | Deuxième | Troisième | Quatrième |
| ------- | ----------- | --------- | -------- | --------- | --------- |
| 1983    | Sénégal     | Cameroun  | Angola   | Sénégal   | Gabon     |
| 1985    | Nigeria     | Sénégal   | Égypte   | Ghana     | inconnu   |
| 1986    | Ghana       | Gabon     | Égypte   | Ghana     | inconnu   |
| 1988    | Nigeria     | Nigeria   | Algérie  | Tchad     | néant     |

À titre d'exemple, la loi 6 de la CAHB prévoyait en 1989 que les six premiers du Championnat d'Afrique des nations A étaient qualifiés pour l'édition suivante tandis que les quatre derniers étaient relégués au championnat d'Afrique B. Les quatre premiers de ce championnat d'Afrique B étaient alors qualifiés pour le championnat d'Afrique A suivant.
Parmi les résultats, l'édition 1988 a été disputée dans la ville de Maiduguri au  Nigeria par trois pays jusqu'au samedi 16 juillet 1988. Ce tournoi a été joué sous une formule de championnat avec deux phases aller et retour et sert de qualification pour la CAN 1989. Parmi les résultats, l'Algérie a battu le Tchad (30-15) et le Nigeria a battu l'Algérie 17 à 11  et l'Algérie a battu le Tchad 30 à 15.